# Centre-ville d'Angers
 (novembre 2014).
Le Centre-ville est un quartier d'Angers. Il est divisé en deux parties : une partie au nord-ouest de la Maine, et une autre partie au sud-est. La partie nord-ouest est nommée La Doutre (anciennement nommée le quartier d'outre Maine). La Doutre fait partie de la vieille ville d'Angers. L'ensemble du centre-ville regroupe près de 30 000 habitants.

## Édifices publics
- L'hôtel de ville d'Angers
- L'hôtel du département de Maine-et-Loire dans l'ancienne abbaye Saint-Aubin
- Le palais de justice d'Angers
- La bourse du travail de Maine-et-Loire
- Le siège d'Angers Loire Métropole
- Gare d'Angers-Saint-Laud
- Bibliothèque municipale d'Angers rue Toussaint.

## Établissements d'enseignement secondaire et supérieur

### Enseignement secondaire
- Collège Chevreul
- Lycée David-d'Angers
- Lycée Joachim-du-Bellay
- Lycée Sacré-Cœur
- Lycée Saint-Martin
- Lycée Urbain-Mongazon
- Lycée Sainte-Agnès

### Enseignement supérieur
- UCO (Université catholique de l'Ouest)
- École régionale des Beaux-Arts
- ESA (École supérieure d'agriculture)
- ESEO (École supérieure d'électronique de l'Ouest)
- ISEEM (Institut supérieur européen de l'enluminure et du manuscrit)
- I2SC-CEFOC (Institut supérieur Sacré-Cœur et son centre de formation)
- Arts et Métiers ParisTech (École nationale supérieure des Arts et Métiers, ENSAM)

## Musées et patrimoine

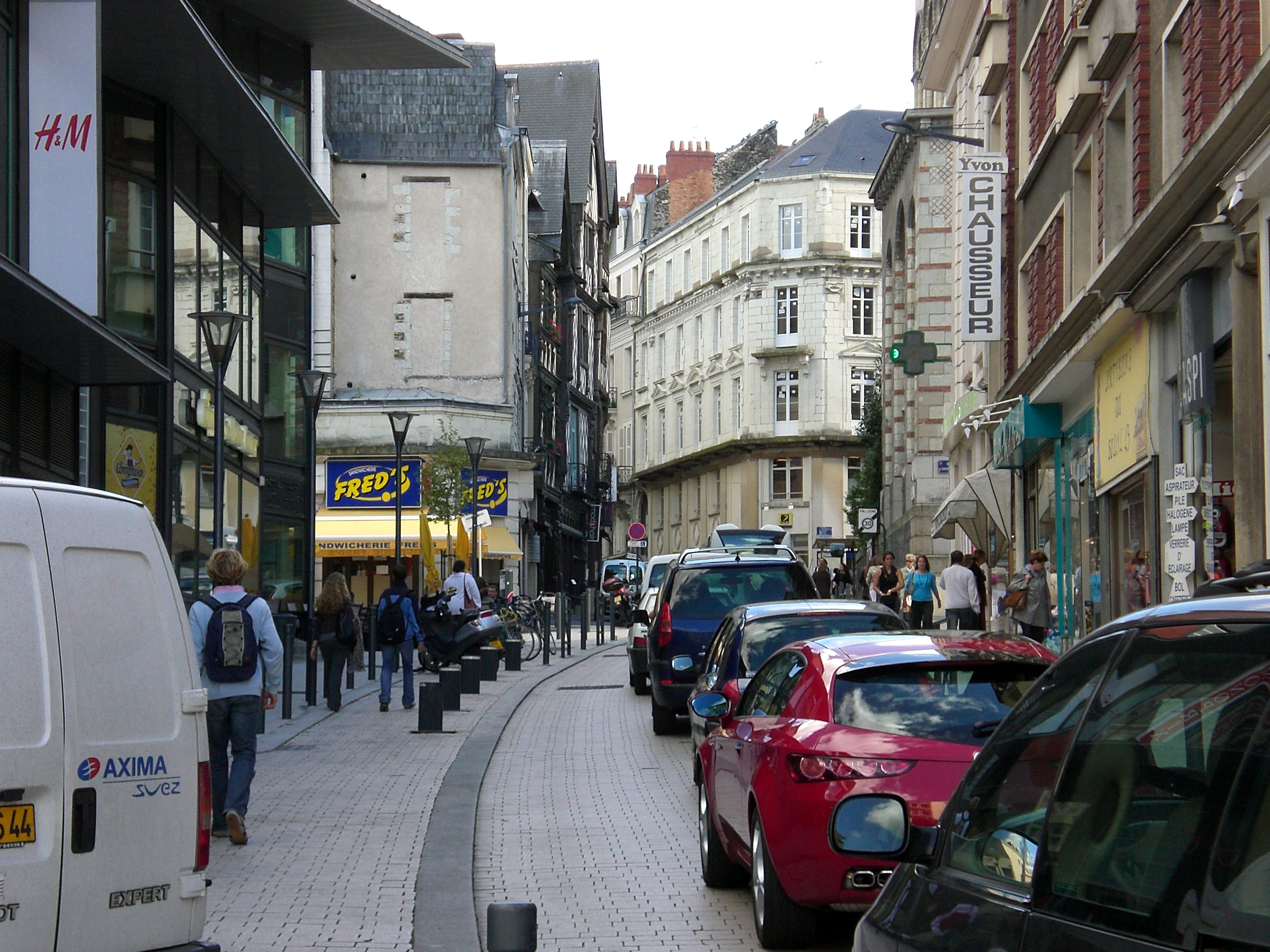
La Rue Baudrière.

- Musée des beaux-arts d'Angers situé dans la demeure du logis Barrault.
- Musée Pincé
- Muséum des sciences naturelles d'Angers
- Musée Jean-Lurçat et de la tapisserie contemporaine (hôpital Saint-Jean)
- Galerie David d'Angers située dans l'abbaye Toussaint.
- Château (XIIIe siècle) abritant la tenture de l'Apocalypse
- Cité médiévale
- Hôtel des postes (1936)
- Tour Saint-Aubin
- Greniers Saint-Jean

## Culture
- Grand Théâtre
- Théâtre de La Comédie
- Centre de Congrès comprenant un auditorium de 1 250 places
- Bibliothèque centrale Toussaint
- Artothèque
- Hôtel Bessonneau (salle d'exposition)
- Salle chemellier (salle d'exposition)

## Attractions et loisirs

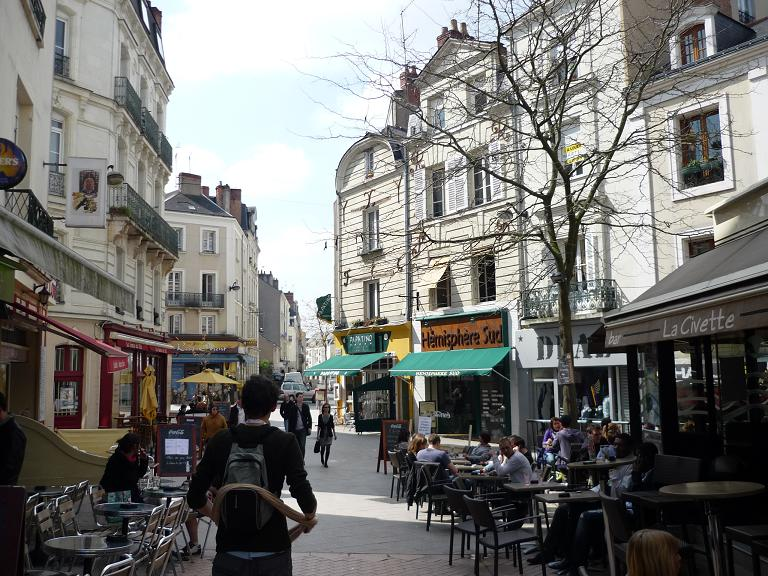
La Rue des Poëliers, en hyper-centre, remplie de commerces et de bars.

- La Foire Saint-Martin se déroule pendant un mois, chaque automne, sur la Place de La Rochefoucault. La Place de La Rochefoucault est connue à Angers pour être également un vaste parking gratuit, totalisant plus de 900 places de stationnement.
- On compte également plusieurs attractions de rues tout au long de l'année dans le Centre-Ville d'Angers : Soleils d'Hiver (marché de Noël angevin), les Accroches-cœurs (spectacles de rue au début du mois de septembre), chanteurs de rues, Carnaval d'Angers, Braderie d'Angers, etc.
- Cinéma Les 400 coups spécialisé dans les films art et essai et en VO.
- Bowling Le Colisée (aménagé dans un ancien cinéma Gaumont), sur le Boulevard Foch

## Sécurité
- Le quartier est dépendant du Centre de Secours Principal de l'Académie, proche de l'hypercentre ainsi que de la Gare Saint-Laud.
- Le CHU d'Angers est à 10 minutes en tramway du Ralliement, 20 minutes à pied, 15 minutes en bus. Le SAMU 49 a son poste central au sein du CHU.
- Le quartier est régulièrement sillonné (en particulier les après-midis en semaine) par des unités de CRS (essentiellement en 2012) ou de Gendarmerie mobile, mais surtout de la brigade anticriminalité dans le but de prévenir des troubles à l'ordre public (notamment pendant les soirées étudiantes)[2],[3],[4],[5] et d'actes de vandalisme[6],[7],[8],[9],[10].

## Médias
- Radio Campus Angers
- RCF Anjou
- Ouest-France (rédaction)
- Le Courrier de l'Ouest (rédaction)
- France 3 Maine-et-Loire

## Transport

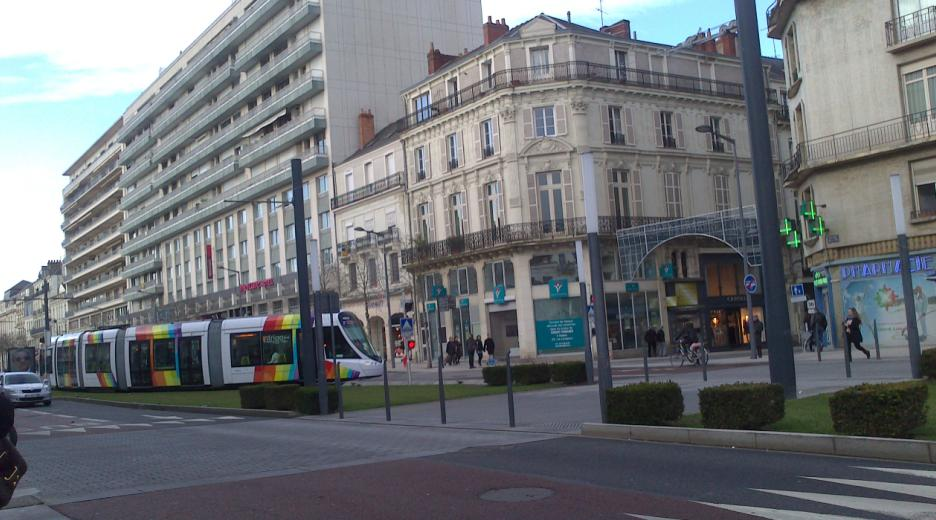
Vue du carrefour Alsace-Foch.

Le centre ville est le quartier le mieux desservi par les bus du réseau IRIGO (anciennement COTRA). Presque toutes les lignes y passent par le biais de la principale artère de la ville, le boulevard du maréchal Foch ou par d'autres via la Rue Toussaint et la Place de la République (arrêt République situé cependant sur la Place du Mondain-Chanlouineau).
C'est également dans ce quartier que se trouve l'arrêt de bus le plus fréquenté, l'arrêt Foch-Lorraine (ou Foch-Maison Bleue) avec près de 1 600 passages quotidiens et un bus en moyenne toutes les 4 minutes toutes lignes et tout sens confondus.
Depuis juin 2011, la ligne A du tramway angevin passe par le boulevard Foch, qui a été remodelé afin d'accueillir, vélos, bus, voitures et tram.
D'ici à 2020 environ, la ligne B du tramway desservira ce même boulevard.

## Commerces

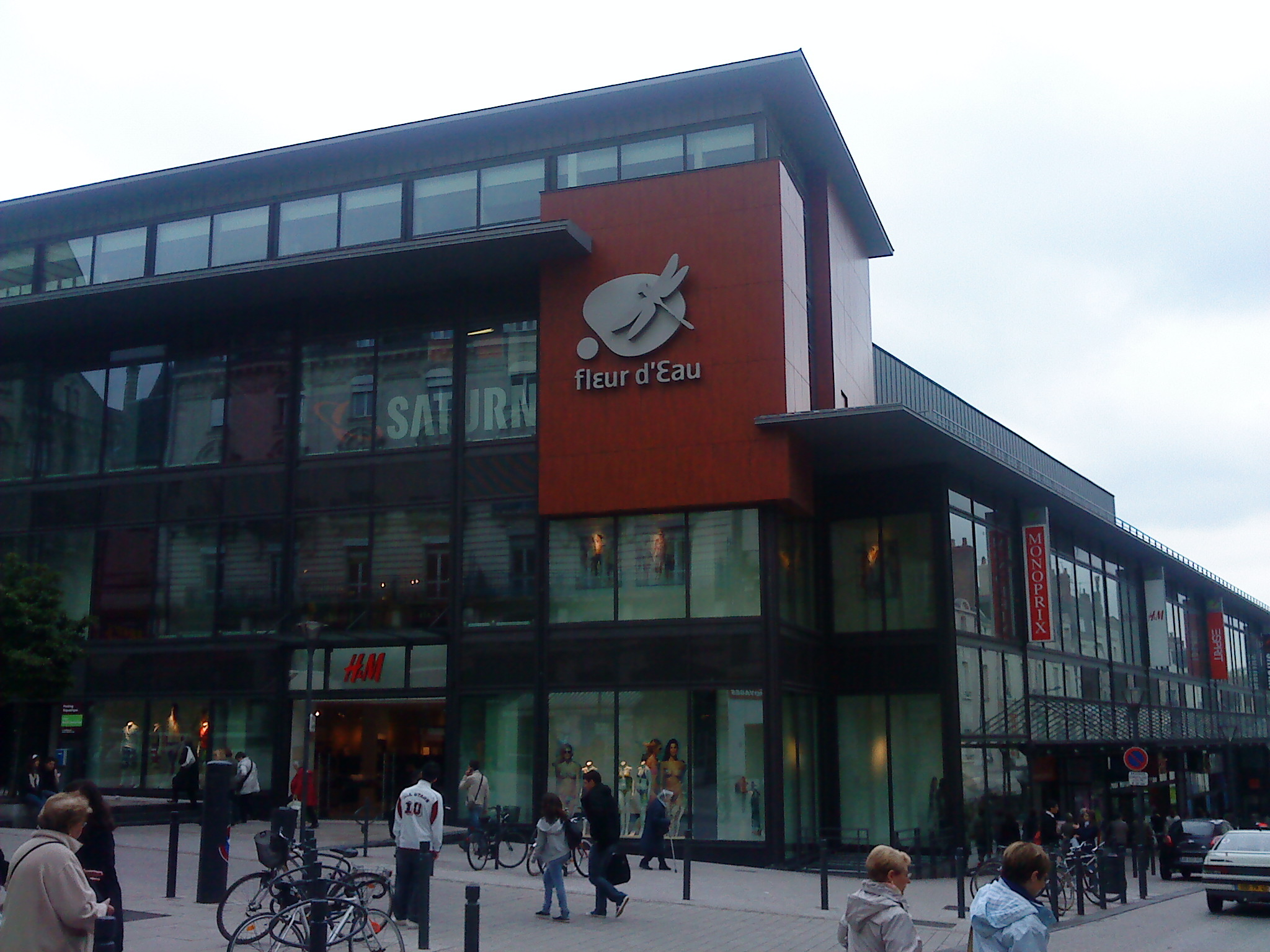
Le Centre Commercial Fleur d'Eau: vue sur l'entrée Mondain-Chanlouineau.

- Principales rues commerçantes : rue Lenepveu, rue d'Alsace, rue Saint-Laud, rue Baudrière, rue Voltaire, rue Saint-Julien, rue Saint-Aubin, rue des Lices, rue de la Roë, rue des Poëliers et place du Ralliement et place du Pilori.
- Centre commercial Fleur d'Eau : inauguré en mai 2005, en lieu et place de l'ancien centre commercial des Halles, Fleur d'Eau est géré par la société Apsys International et regroupe 3 moyennes surfaces (Monoprix, H&M, Boulanger), un restaurant Hippopotamus et 7 boutiques (Esprit, The Phone House…). Originalité du lieu : pas de mails intérieurs, toutes les boutiques ont un accès aux rues. Fleur d'Eau a reçu le prix de la meilleure création de centre commercial en 2006.
- Principales enseignes : Galeries Lafayette, Monoprix, Fnac, Boulanger, Nature et découvertes, H&M, Zara, Mango, Séphora, Eurodif, La Halle, Librairie Candide, Librairie Richer.

Un marché se tient le samedi en matinée et début d'après-midi. Il compte plus de 250 stands et s'étend sur plusieurs places et s'étend de la place Imbach au boulevard de la Résistance et de la Déportation.

## Les principales artères

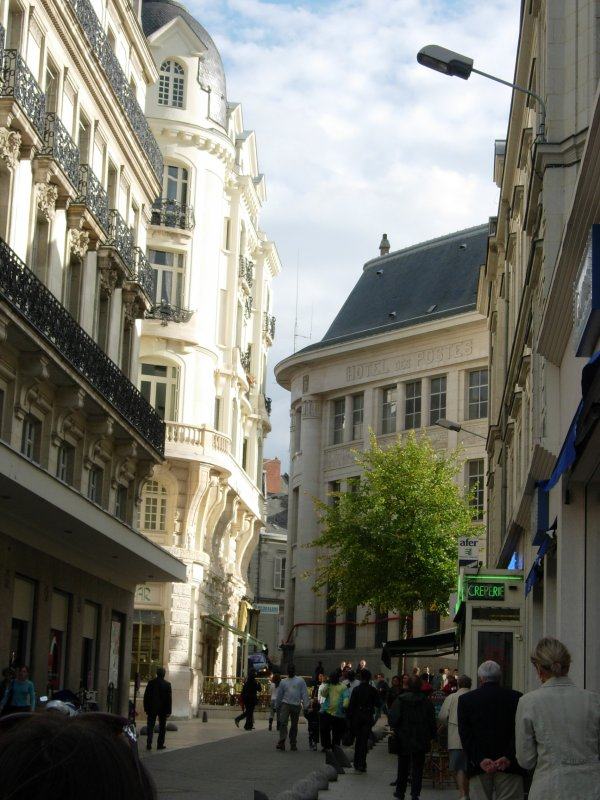
La Rue Saint-Denis.

Les artères commerçantes du centre-ville totalisent près de 320 000 passages de riverains quotidiens, dont 62 % entre 14h et 19h, et dont près de 18 000 sur la rue de la Chaussée Saint-Pierre et pratiquement autant sur la place du Ralliement et sur la rue Lenepveu.
Les autres points de passage sont :
- Le boulevard du Maréchal Foch, artère principale du centre d'Angers ;
- La rue Toussaint, parfois surnommée la rue des Antiquaires, qui compte de nombreux antiquaires, ainsi que des accès au Musée des Beaux-Arts. On retrouve au début de la Rue Toussaint, plus exactement en Place Sainte-Croix la Maison d'Adam et en toute fin, la Médiathèque Toussaint et le Château d'Angers (Place Kennedy) ;
- La rue Saint-Julien, reliant le Carrefour Rameau en hypercentre jusqu'au Boulevard Foch ;
- La rue Saint-Laud, rue piétonne commerçante avec de nombreux bars et restaurants ;
- Le boulevard Carnot, à l'extrémité Nord du Centre d'Angers, permettant d'accéder aux Voies sur Berges, aux quartiers Nord d'Angers ainsi qu'au Centre hospitalier universitaire d'Angers ;
- La rue d'Alsace, artère chic et commerçante reliant directement le Boulevard Foch et la Place du Ralliement ;
- La place de Lorraine, croisement de plusieurs lignes de bus, proche du Boulevard Foch, du Jardin du Mail et le boulevard de la Résistance et de la Déportation sur lequel se trouve l'Hôtel de Ville d'Angers ;
- La place Imbach, vaste parking autour duquel l'on retrouve des commerces divers ;
- La place de la Rochefoucault-Liancourt, vaste parking dans le quartier de la Doutre, proche du CHU et sur laquelle se trouve l'École Nationale Supérieure des Arts et Métiers. En novembre, cette place accueille la Foire Saint-Martin ;
- La place Leclerc, sur laquelle se trouve le Palais de Justice d'Angers ;
- La Rue Plantagenêt, sur laquelle se trouve le centre commercial Fleur d'Eau ainsi que de nombreux commerces ;
- La Rue Saint-Aubin, une des plus longues rues commerçantes et piétonnes d'Angers ;
- La rue de la Roë, artère commerçante afférente à la Place du Ralliement.

## Délimitation du quartier

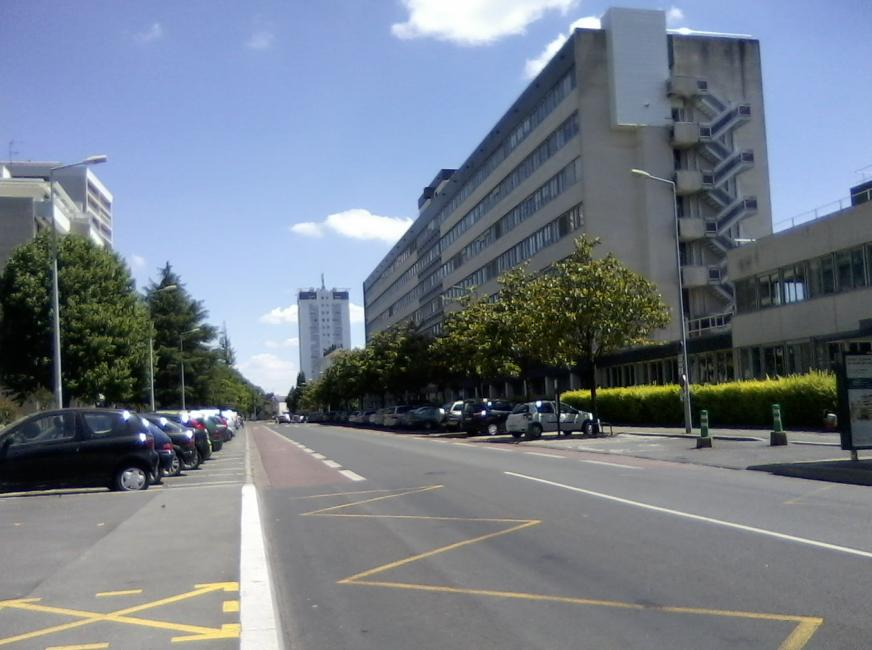
La Rue Louis Gain, limite entre le centre-ville et les quartiers Nord (Grand-Pigeon), comporte diverses infrastructures tertiaires (CAF, Sécurité Sociale, Caisse des Dépôts, Tribunaux d'Angers, ...)

Le centre-ville d'Angers est délimité par :
- À l'ouest : les Voies sur Berges (Quai de Ligny, Allée Jean Turc, Quai Gambetta)
- À l'est : le Boulevard Foch, la Place du Général Leclerc, la Place Mendès-France
- Au nord : le Boulevard Carnot, le Boulevard Ayrault
- Au Sud : l'Avenue Foulques-Nerra, le Boulevard Charles-de-Gaulle, la Rue Marceau, la Rue Brémont, la Place Sémard, le Boulevard Poirel, le Boulevard de Strasbourg, l'Avenue Rabelais (même si ces limites sont discutables).

## Sous-quartiers du Centre-ville
- Ralliement
- Lafayette/Gare Saint-Laud
- Kennedy/Académie
- Doutre/Rochefoucault-Liancourt/Front de Maine
- Carnot/Mendès-France
- Lorraine/Foch
- Boisnet

## Espaces verts
- Jardin des Plantes
- Jardin du Mail
- Jardin des Beaux-Arts
- Parc d'Ollone
- Parc Bellefontaine